# The Apartment
The Apartment (en España, El apartamento; en Argentina y México, Piso de soltero) es una película de comedia dramático-romántica estadounidense de 1960 producida y dirigida por Billy Wilder, y con actuación de Jack Lemmon, Shirley MacLaine y Fred MacMurray. La historia que se cuenta se inspiró en parte en el guion que había escrito Noël Coward para la película de 1945 Breve encuentro, que era una ampliación de su obra de teatro en un solo acto Still Life, de 1936.
Esta fue la sexta película de Wilder después de Some Like It Hot, parecida a su predecesora, un éxito comercial y de crítica, que produjo ganancias en taquilla de 25 millones de dólares. The Apartment fue propuesta como candidata a 10 premios Óscar y ganó cinco, incluyendo el de mejor película, mejor director y mejor guion original. Lemmon y MacLaine también fueron candidatos al premio Óscar y ganaron los Globo de Oro por sus interpretaciones en la película. Esta película fue la base del musical de Broadway Promises, Promises.
The Apartment ha llegado a ser considerada como una de las mejores películas, apareciendo en listas del American Film Institute y Sight and Sound. En 1994, la película fue considerada «cultural, histórica y estéticamente significativa» por la Biblioteca del Congreso de Estados Unidos y seleccionada para su preservación en el National Film Registry.

## Argumento
Calvin Clifford (C. C.) "Bud" Baxter (Jack Lemmon) es un solitario oficinista de una aseguradora con sede en un rascacielos de Nueva York. Con la idea de ascender en la compañía, Bud permite que cuatro de sus jefes usen por turnos su apartamento en el Upper West Side para sus citas extramaritales, tan ruidosas que sus vecinos asumen que es Bud quien trae a casa mujeres diferentes todas las noches.
Los cuatro directivos (Ray Walston, David Lewis, Willard Waterman y David White) lo llaman Buddy para hacerlo sentir especial, y escriben informes espectaculares sobre Bud, que espera un ascenso de su jefe de personal, Jeff D. Sheldrake (Fred MacMurray). Sheldrake llama a Bud a su oficina, pero le dice que ha averiguado el por qué de sus informes tan entusiastas, así que lo ascenderá a cambio del uso exclusivo del apartamento. Insiste en comenzar a utilizarlo esa misma noche, y como compensación por las molestias regala a Buddy dos entradas para el musical de Broadway The Music Man.
Al salir del trabajo, Bud se encuentra con Fran Kubelik (Shirley MacLaine), una ascensorista a la que saluda a diario, y la invita a ir al teatro con él. Quedan en encontrarse en el teatro después de que ella tome una copa con un amigo. El hombre en cuestión es Sheldrake, que la convence de que va a divorciarse de su mujer para estar con ella. Ambos van al apartamento de Bud mientras este espera desolado en la puerta del teatro.
Varias semanas más tarde, en medio de la enloquecida fiesta de Navidad de la empresa, la señorita Olsen, secretaria de Sheldrake, (Edie Adams), le dice a Fran que ella es la última de una serie de mujeres, incluida la propia Olsen, empleadas de la empresa a las que Sheldrake ha seducido con la promesa de divorciarse de su esposa. Esa tarde, en el apartamento de Bud, Fran discute con Sheldrake, enfadada consigo misma por haber creído sus mentiras. Sheldrake le asegura que está enamorado de ella, pero cuando llega la noche él vuelve a su casa con su familia.
Mientras tanto, Bud ha descubierto la situación entre Sheldrake y Fran. Destrozado, entabla contacto con una mujer en un bar y la lleva a su casa. Cuando entran en el apartamento, encuentra a Fran en su cama, vestida pero inconsciente por una sobredosis de pastillas. Pide ayuda a su vecino, el Dr. Dreyfuss, para reanimar a Fran sin tener que avisar a las autoridades, y le hace creer que él y Fran son amantes que habían discutido por algo tan ridículo que él no lo había tomado en serio, y por eso estaba con otra mujer mientras ella intentaba suicidarse. Esto no resulta sorprendente para el Dr. Dreyfuss ni para su esposa, que consideran a Bud un playboy mujeriego, a juzgar por el incesante ruido que procede de su apartamento a todas horas. Fran pasa un par de días recuperándose en el apartamento, mientras Bud la entretiene y procura distraerla de cualquier pensamiento morboso a base de inacabables partidas de Gin Rummy.
Debido a su ausencia, Karl Matuschka (Johnny Seven), el cuñado de Fran, se presenta en la oficina buscándola, pero ni ella ni Bud están allí; sin embargo, uno de los ejecutivos usuarios del apartamento había encontrado a Fran en la cama el día anterior cuando se pasó por allí esperando poder utilizarlo, y lo ha comentado con otros colegas. Resentidos con Bud porque ahora no les permite usar el apartamento, le da al cuñado la dirección donde puede encontrar a Fran. Bud es de nuevo quien sufre las consecuencias, y Karl golpea un par de veces a Bud en la cara. Fran besa a Bud, agradecida porque este no ha descubierto ante Karl su affair con Sheldrake, y Bud, comprendiendo que ella se preocupa por él, le dice que los golpes no le han dolido nada.
Sheldrake premia a Bud con otro ascenso, y despide a la señorita Olsen por haber expuesto ante Fran su historial de conquistas. Sin embargo, la secretaria se venga contándoselo a su mujer, que inmediatamente lo echa de casa. Sheldrake se traslada a una habitación en su gimnasio, y decide que ahora puede seguir adelante en su relación con Fran en vista de su recuperada soltería. Cuando Sheldrake le pide a Bud la llave de su apartamento para el día de Nochevieja, Bud se la niega y abandona el trabajo. Sheldrake se lo cuenta a Fran en la fiesta de Año Nuevo a la que asisten ambos, y Fran por fin se da cuenta de que Bud es quien realmente la ama. Fran abandona a Sheldrake en medio de la fiesta y corre hacia el apartamento de Bud. Cuando está llegando a la puerta, oye un ruido fuerte, semejante a un disparo. Temiendo que Bud se haya disparado, Fran aporrea la puerta y llama a gritos: ¡Mr. Baxter!. Bud abre la puerta mientras sostiene una botella de champán recién abierta, y hace pasar a Fran al apartamento. Allí se amontonan cajas preparadas para una mudanza a otro trabajo en otra ciudad, pero Fran le dice que por fin es libre, y se sienta a su lado con una baraja de cartas. Mientras cortan el mazo para empezar otra partida de Gin Rummy, Bud le dice que la ama, que está locamente enamorado, a lo que ella responde, entregándole la baraja con una sonrisa radiante: “No diga más y juegue”.

## Reparto

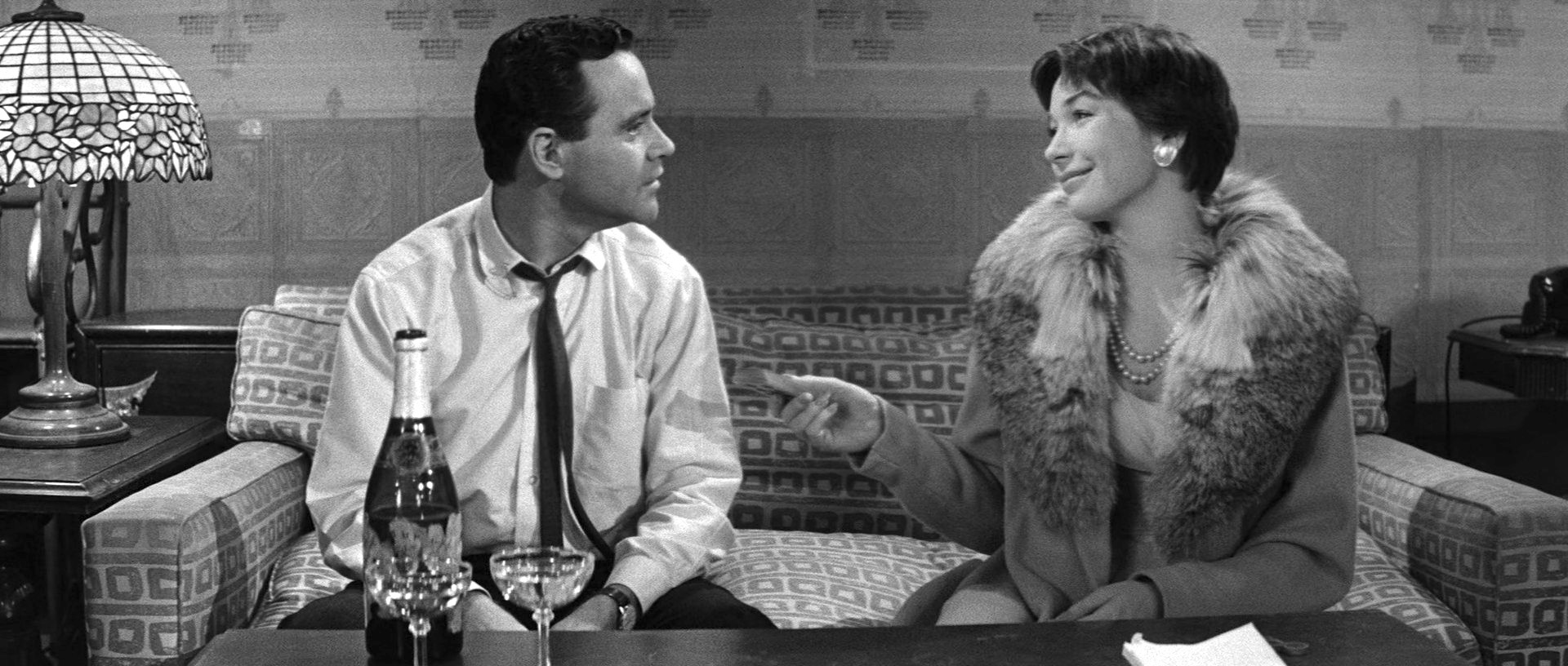
Calvin Clifford "Bud" Baxter (Jack Lemmon) y Fran Kubelik (Shirley MacLaine) en una de las escenas finales del filme.

| Actor            | Personaje                                                                        |
| ---------------- | -------------------------------------------------------------------------------- |
| Jack Lemmon      | Calvin Clifford (C. C.) "Bud" Baxter                                             |
| Shirley MacLaine | Fran Kubelik                                                                     |
| Fred MacMurray   | Jeff D. Sheldrake, gerente de personal, jefe y usuario del apartamento de Baxter |
| Ray Walston      | Joe Dobisch, gerente de oficina y usuario del apartamento de Baxter              |
| Jack Kruschen    | Dr. Dreyfuss, vecino de Baxter                                                   |
| David Lewis      | Al Kirkeby, gerente y usuario del apartamento de Baxter                          |
| Edie Adams       | Srta. Olsen                                                                      |
| Hope Holiday     | Sra. Margie MacDougall                                                           |
| Joan Shawlee     | Sylvia                                                                           |
| Naomi Stevens    | Sra. Mildred Dreyfuss                                                            |

## Estilo

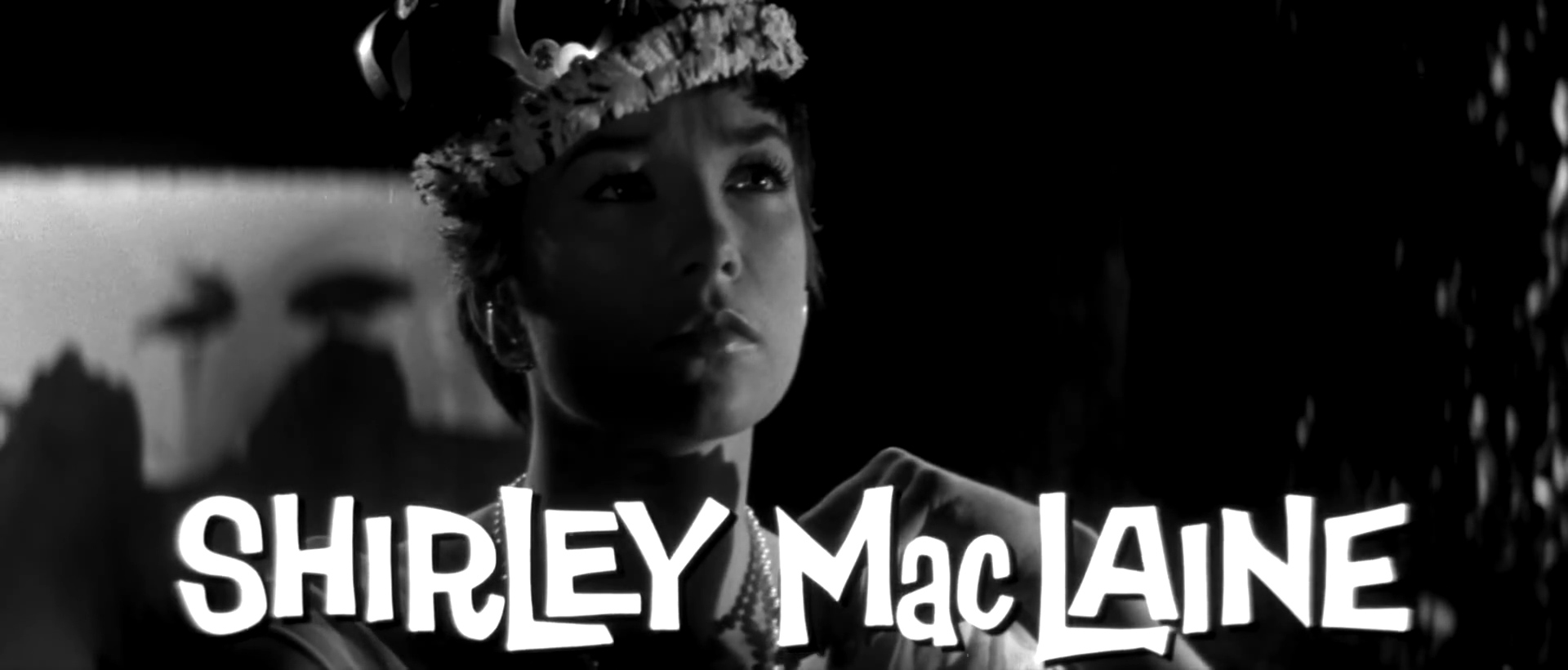
Shirley MacLaine en el tráiler de la película.

Billy Wilder hacía un cine de técnica sencilla y argumento complicado. Al decir complicado uno se refiere a un argumento con grandes detalles, ambiciones o anhelos. La película se narra prácticamente entera con un narrador omnisciente, que no toma partido en ningún momento, a excepción de la primera escena, en la que la voz de Jack Lemmon nos presenta su personaje, su vida y su pequeño problema.

## Premios y candidaturas
Premios Óscar
En la 33.ª ceremonia de los Premios Óscar, la película se presentó en diez categorías y ganó en cinco:
| Año  | Categoría                                                     | Receptor                                                                                     | Resultado |
| ---- | ------------------------------------------------------------- | -------------------------------------------------------------------------------------------- | --------- |
| 1960 | Mejor película                                                | Billy Wilder, productor                                                                      | Ganó      |
| 1960 | Mejor director                                                | Billy Wilder                                                                                 | Ganó      |
| 1960 | Mejor actor                                                   | Jack Lemmon                                                                                  | Candidato |
| 1960 | Mejor actriz                                                  | Shirley MacLaine                                                                             | Candidato |
| 1960 | Mejor actor de reparto                                        | Jack Kruschen                                                                                | Candidato |
| 1960 | Mejor argumento y guion escrito directamente para la pantalla | I. A. L. Diamond y Billy Wilder                                                              | Ganó      |
| 1960 | Mejor fotografía (blanco y negro)                             | Joseph LaShelle                                                                              | Candidato |
| 1960 | Mejor montaje                                                 | Daniel Mandell                                                                               | Ganó      |
| 1960 | Mejor dirección de arte (blanco y negro)                      | Alexandre Trauner (director de arte) y Edward G. Boyle (decoración)                          | Ganó      |
| 1960 | Mejor sonido                                                  | Departamento de sonido de los estudios Samuel Goldwyn (Gordon E. Sawyer, director de sonido) | Candidato |

Medallas del Círculo de Escritores Cinematográficos
| Año  | Categoría                 | Resultado |
| ---- | ------------------------- | --------- |
| 1963 | Mejor película extranjera | Ganó      |

### Otros premios
- Premio BAFTA: a la mejor película, al mejor actor (Jack Lemmon) y a la mejor actriz (Shirley McLaine).[7]
- Globo de Oro: a la mejor película, al mejor actor - Comedia o musical (Jack Lemmon) y a la mejor actriz - Comedia o musical (Shirley McLaine).[8]
- Festival Internacional de Cine de Venecia: Premio Volpi a la mejor actriz (Shirley McLaine).
- Círculo de críticos de cine de Nueva York.
- Gremio de directores americanos (Directors Guild of America Award).
- Premios WGA (Writers Guild of America Award)

American Film Institute
- AFI's 100 años... 100 películas (#93),[9]
- AFI's 100 años... 100 sonrisas (#20),[10]
- AFI's 100 años... 100 pasiones (#62),[11]
- AFI's 100 años... 100 películas (edición 10.º aniversario) (#80).[12]
- AFI's 100 años... 100 frases:
  - Fran Kubelik: “No diga más y juegue” - Candidata